# Guidoriccio da Fogliano all'assedio di Montemassi
Guidoriccio da Fogliano all'assedio di Montemassi est une fresque attribuée à Simone Martini. Datant de  1328, elle figure sur un des murs du Palazzo Pubblico de Sienne. Ce portrait équestre du condottiere Guidoriccio da Fogliano est l'une des premières images commémorative projetées sur un paysage panoramique.

## Histoire
Cette  fresque (de 69 × 968 cm) commémore la prise de la Rocca de Montemassi (sur la commune de Roccastrada) par Guidoriccio da Fogliano la même année. On pense aujourd'hui qu'elle aurait en fait été réalisée quelques années plus tard. Une campagne d’étude menée en 1980-1981 a permis en effet de retrouver les traces d’une fresque plus ancienne recouverte par celle de Simone Martini.
La Biccherna, dans ses documents, attestent le paiement d' « un maître Simone » pour la peinture au palais, d'un paysage montrant Montemassi et Sassoforte (mais pas le capitaine).
Cette fresque fait partie du cycle des Castelli destiné à commémorer la prise de châteaux du contado par les Siennois, cycle inauguré en 1314 par la représentation du château de Giuncarico continué par le portrait équestre de Guidoriccio en 1328, et en 1331, par les châteaux d'Arcidosso et de Piano.

## Description
La fresque figure sur un des murs de la Sala del Mappamondo du Palazzo Pubblico de Sienne, sur le mur opposé à la fresque de la Maestà.

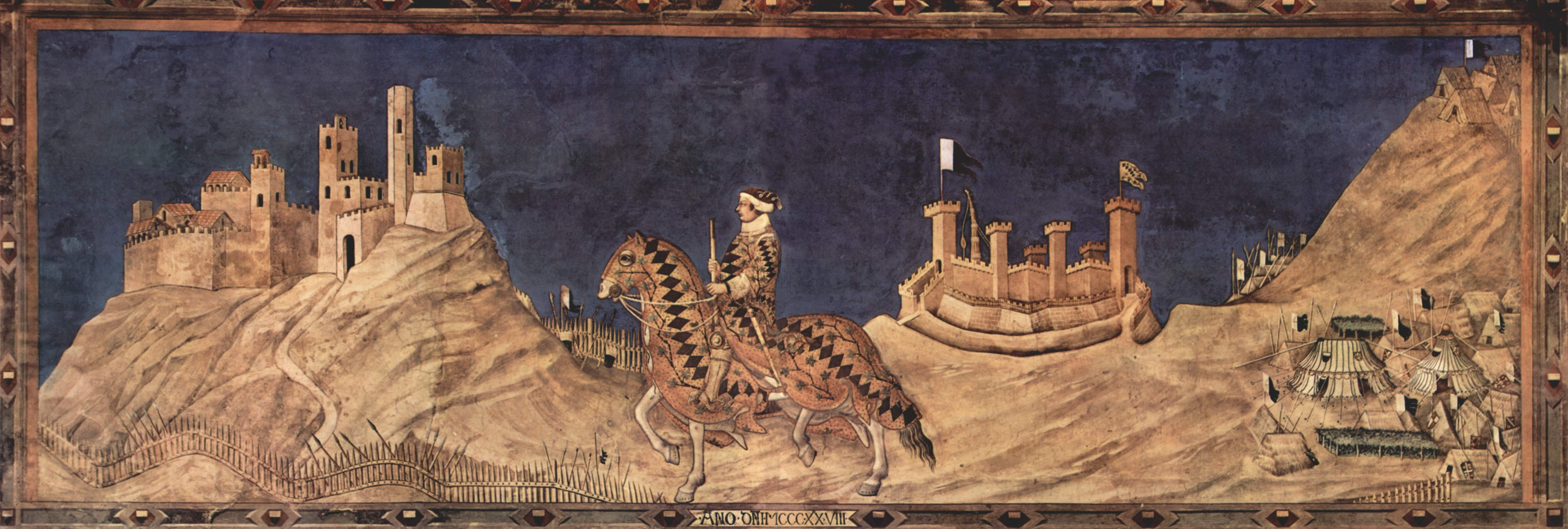
La fresque de Simone Martini représentant la prise de la Rocca de Montemassi par Guidoriccio da Fogliano (1328).

Dans une composition  très large, au centre de la fresque, Guidoriccio da Fogliano figure de profil en portrait équestre, bâton de commandement en main, sur son cheval caparaçonné du même motif à losanges de ses armes que sa veste, orienté vers la gauche de la fresque. Sous lui exactement figure la date de l'événement représenté ANO.ONI.MCCC.XX.VIII, date de sa principale victoire.
À gauche la cité de Montemassi s'élève sur un mont, défendu par des palissades au sol ; en suivant l'horizon, un appareillage d'assaut (batifolle) se dresse immédiatement à droite de Guidoriccio, l'étendard de la république siennoise (la Balzana) flottant au sommet d'un mat  ; Un  mont s'élève à droite de la fresque vers des tentes dressées à son sommet, bannière blanche et noire également au vent ; au pied du mont, le camp des assiégeants s'étale avec ses baraquements divers alternés de vignes; un autre campement  est visible avec ses tentes et ses piques et des bannières marquées d'autres signes, levées au loin, émergeant des rochers.
Le fond de la fresque est un ciel d'un bleu profond.

## Analyse
La seule figure humaine présente dans la peinture est celle de Guidoriccio (à l'exception de quelques profils qu'on soupçonne de combattants tenant les piques et les lances), qui surgit dans ce « monument » en courbes presque musicales, point fort d'une composition ondulante. 
Le peintre a consacré une seule giornata à la peinture du condottiere. La parure du cavalier et de son cheval, qui révèlent un véritable souci du détail, sont insérés de manière surprenante dans le paysage désolé de l'arrière-plan. Le bourg assiégé, les tentes du camp, les bannières qui flottent et le beffroi, cette catapulte élevée par les assaillants, moitié en bois moitié en maçonnerie, sont peints avec une attention toute particulière. L'emploi de feuilles d'étain doré sur des surfaces importantes ainsi que celui du décor au poinçon est caractéristique de la peinture de Simone Martini.  
L'exécution de la fresque n'offre pas le soin apporté habituellement par Martini et a été réalisée en grandes giornata, sept ou huit tout au plus, confirmant ainsi la modicité du paiement fait au peintre. Pour les contemporains, cette œuvre ne constituait qu'une « gigantesque affiche de propagande ». 

Détails des camps.
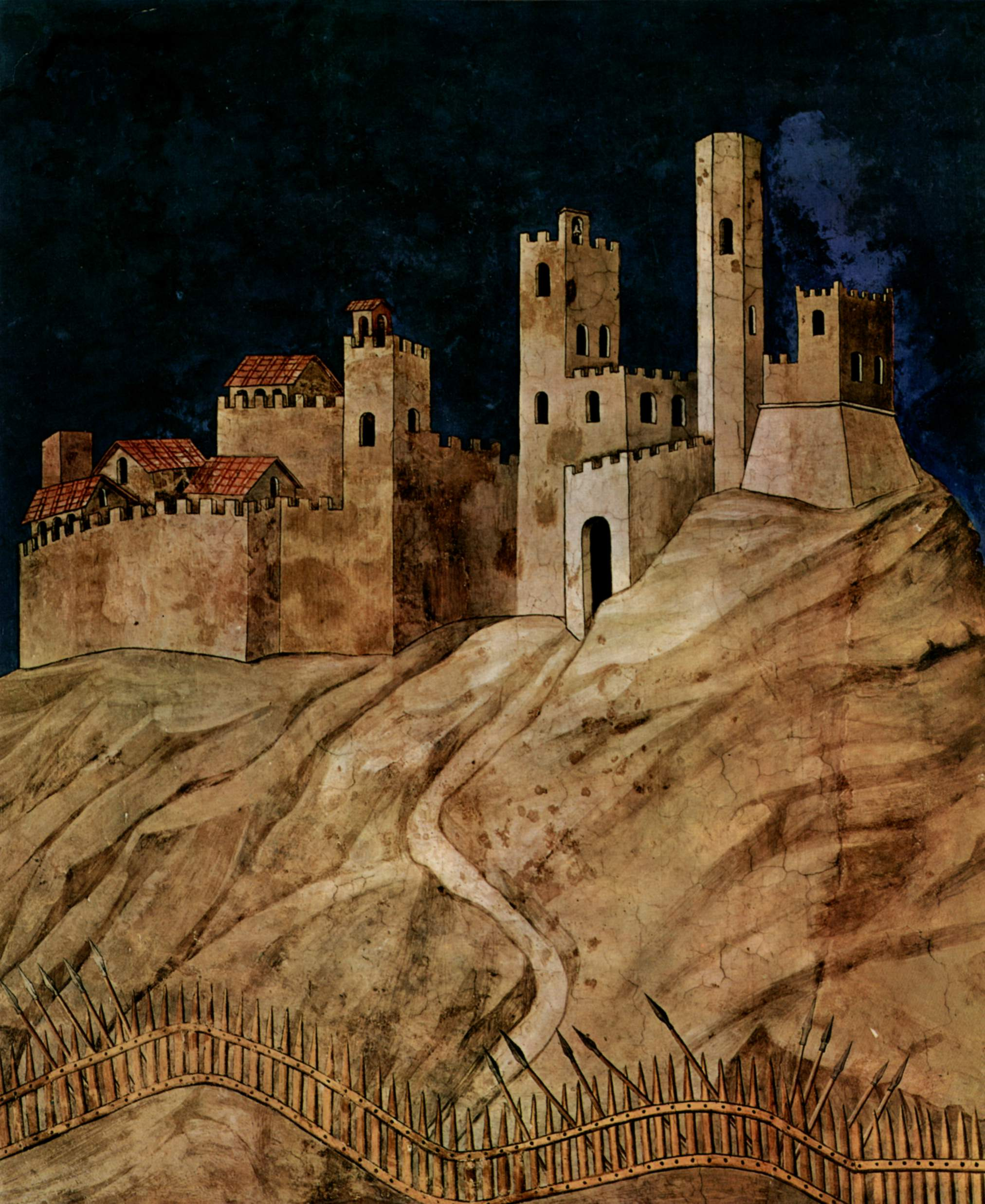
La cité de Montemassi.
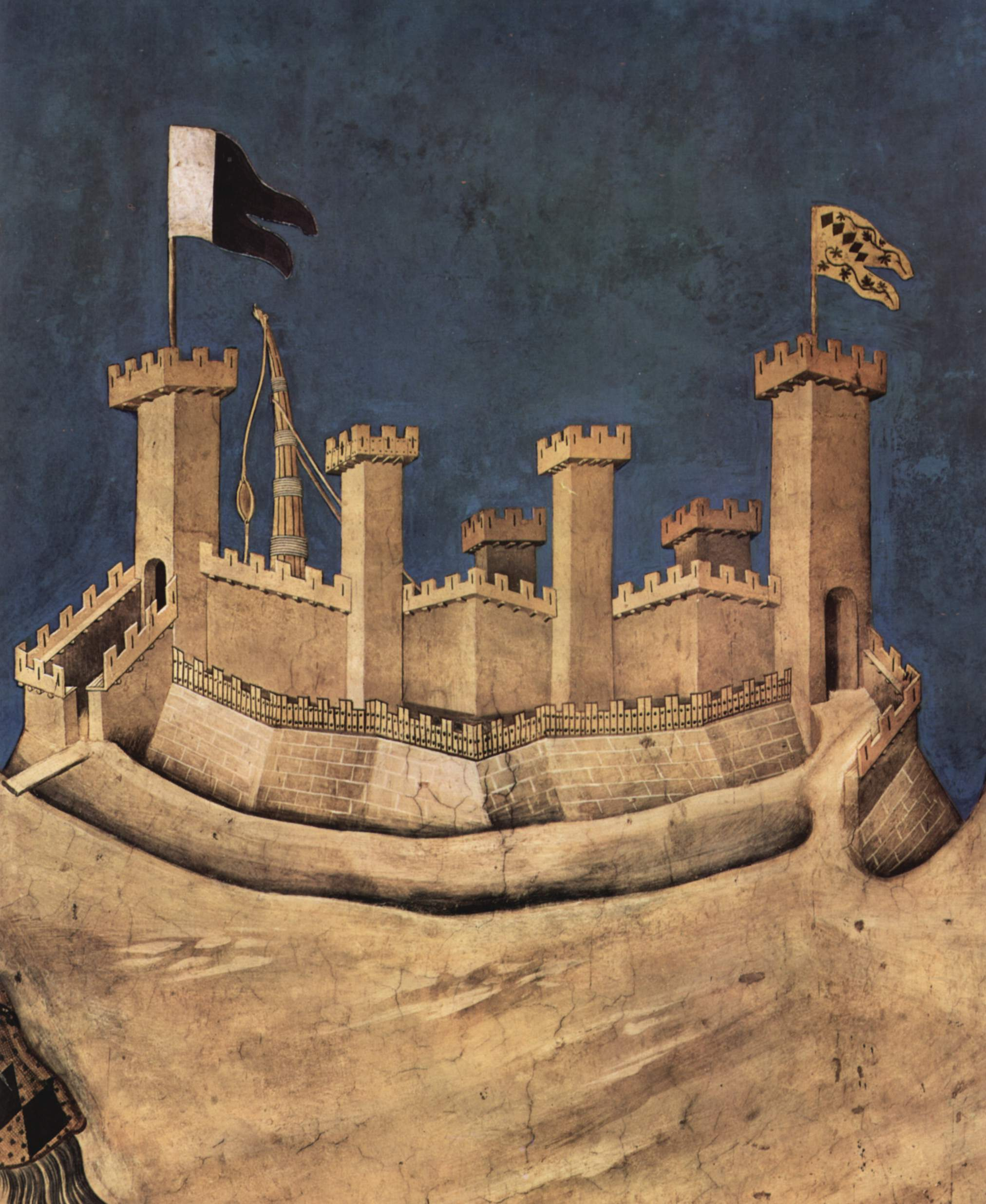
La Batifolle.
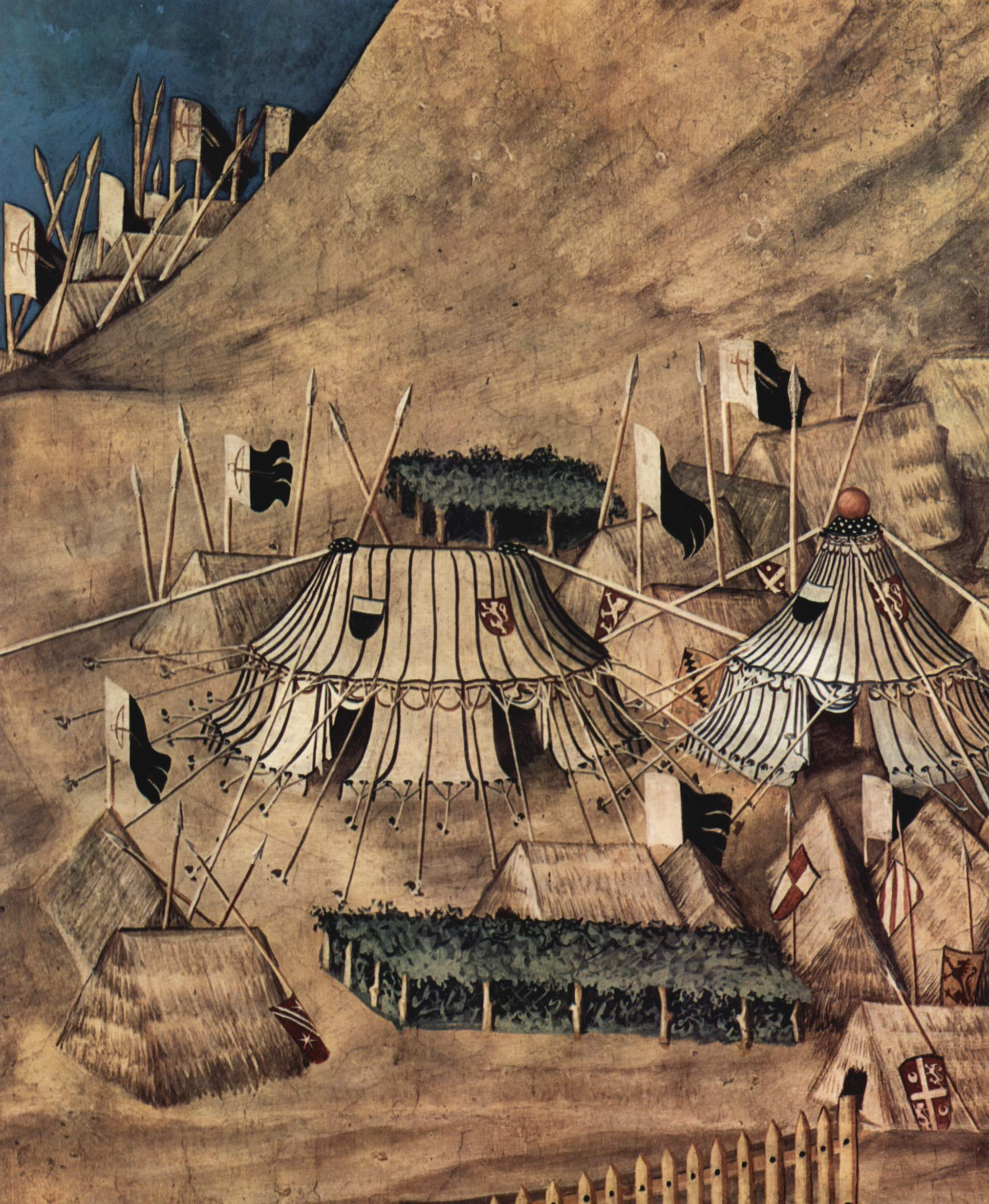
Le camp de base.

## Polémiques
L'attribution de la fresque à Simone Martini suscite des polémiques depuis le XVIIe siècle. Cette attribution repose sur un paiement fait au peintre par la ville en mai 1330. En 1977, Gordon Moran l'a mise en doute, ainsi que la date de la commande, proposant une réalisation en 1352, après la mort du condottiere. Simon Martini, qui est mort en 1344 en Avignon, ne pourrait donc pas être l'auteur de cette fresque. La polémique alors soulevée a suscité un examen approfondi la peinture. L'étude du style et de la technique, leur comparaison avec la fresque de la Maestà ont permis de confirmer l'attribution à Martini. La différence des couleurs et de qualité ne concerne que le tiers gauche de la fresque, figurant la ville de Montemassi, repeinte d'après le dessin original au  XVe siècle après un dégât des eaux.